# Paloma Magallanes
Paloma Magallanes (* 5. Januar 2004 in Zapotlán el Grande, Jalisco), auch bekannt unter dem aus den ersten beiden Silben ihres Vornamens gebildeten Spitznamen Palo, ist eine ehemalige mexikanische Fußballspielerin, die vorwiegend im offensiven Mittelfeld agierte.

## Leben
Bereits in ihrer frühen Jugend fußballbegeistert, reiste Magallanes während ihrer Schulzeit fast täglich von ihrem Wohnort  Zacoalco de Torres mit dem Bus in die rund 50 Kilometer entfernte Großstadt Guadalajara, um zwischen dem Schulbesuch am Morgen und ihren am Abend verrichteten Hausaufgaben beim Club Deportivo Guadalajara zu trainieren.
2021 erhielt sie im Alter von 17 Jahren einen Vertrag beim Club Deportivo Guadalajara und gehörte in den folgenden zwei Jahren der Frauenfußballmannschaft des Vereins, Chivas Femenil, an. In der Clausura 2022 gehörte sie zum Kader der Mannschaft, die zum zweiten Mal in der Vereinsgeschichte die Meisterschaft der Liga MX Femenil gewann.
Im Juli 2023 gab Magallanes ihren Abschied vom Verein bekannt, nachdem sie bereits seit einer Weile weder für die erste noch die U-19-Mannschaft von Chivas Femenil berücksichtigt worden war und verkündete gleichzeitig ihren Abschied vom Profifußball aus persönlichen Gründen.

## Erfolge
- Mexikanische Frauenfußballmeisterin: Clausura 2022